# Juan Vallejo
Juan Vallejo Larrinaga (Soto de Cameros, 1844-Madrid, 1892) fue un periodista español, que colaboró en diversas publicaciones republicanas.

## Biografía
Nacido en la localidad logroñesa de Soto de Cameros en mayo de 1844, tuvo como hermano a Mariano Vallejo, también periodista. Inició sus estudios en su localidad natal, para más tarde, a la edad de doce años, empezar a estudiar filosofía en el Seminario de Nobles de Vergara; de ahí marcharía a Alemania junto a sus tíos maternos José y Bonifacio Larrinaga, donde residiría hasta 1862. Al volver a España retomó los estudios de Filosofía y trabajó como marino mercante, oficio que dejó en 1867 para dedicarse al periodismo y la literatura. Después de la Revolución de 1868 formó parte de las redacciones de El Solfeo y El Jaque Mate, ambos periódicos de Antonio Sánchez Pérez, además de colaborar en La República de Pablo Nogués.
Fue profesor auxiliar de la Institución Libre de Enseñanza durante un breve periodo de tiempo. Fundó junto a José Nakens y Eduardo Sojo la publicación satírica El Motín, en la que trabajó hasta su muerte. A raíz de su participación en prensa fue encarcelado en la Cárcel Modelo, una de ellas a mediados de la década de 1880. Director de El Pueblo Español, fue también colaborador a comienzos de la década de 1880 de El Buñuelo, dirigida por Eduardo Lustonó, o de la publicación taurina La Lidia. Entre su círculo de amistades se encontraron nombres como los de Juan Utrilla, Juan Álvarez Guerra, Marcos Zapata, Antonio Sánchez Pérez o Ricardo Oyanarte.